# Picodynastornithes
Picodynastornithes è un clade che contiene gli ordini Coraciiformes (kookaburra e martin pescatori) e Piciformes (picchi e tucani). Questo raggruppamento ha anche il supporto attuale e storico di studi molecolari e morfologici.
|                    | Bucerotiformes (buceri e upupa)                                                                                      |
|                    | |
| Picodynastornithes | \| \| Coraciiformes (martin pescatori e ghiandaie marine) \| \| \| \| \| \| Piciformes (picchi e tucani) \| \| \| \| |
|                    | \| \| Coraciiformes (martin pescatori e ghiandaie marine) \| \| \| \| \| \| Piciformes (picchi e tucani) \| \| \| \| |
|                    | Coraciiformes (martin pescatori e ghiandaie marine)                                                                  |
|                    | |
|                    | Piciformes (picchi e tucani)                                                                                         |
|                    | |

|  | Coraciiformes (martin pescatori e ghiandaie marine) |
|  |                                                     |
|  | Piciformes (picchi e tucani)                        |
|  |                                                     |

|                    | Bucerotiformes (buceri e upupa)                                                                                      |
|                    | |
| Picodynastornithes | \| \| Coraciiformes (martin pescatori e ghiandaie marine) \| \| \| \| \| \| Piciformes (picchi e tucani) \| \| \| \| |
|                    | \| \| Coraciiformes (martin pescatori e ghiandaie marine) \| \| \| \| \| \| Piciformes (picchi e tucani) \| \| \| \| |
|                    | Coraciiformes (martin pescatori e ghiandaie marine)                                                                  |
|                    | |
|                    | Piciformes (picchi e tucani)                                                                                         |
|                    | |

|  | Coraciiformes (martin pescatori e ghiandaie marine) |
|  |                                                     |
|  | Piciformes (picchi e tucani)                        |
|  |                                                     |

|                    | Bucerotiformes (buceri e upupa)                                                                                      |
|                    | |
| Picodynastornithes | \| \| Coraciiformes (martin pescatori e ghiandaie marine) \| \| \| \| \| \| Piciformes (picchi e tucani) \| \| \| \| |
|                    | \| \| Coraciiformes (martin pescatori e ghiandaie marine) \| \| \| \| \| \| Piciformes (picchi e tucani) \| \| \| \| |
|                    | Coraciiformes (martin pescatori e ghiandaie marine)                                                                  |
|                    | |
|                    | Piciformes (picchi e tucani)                                                                                         |
|                    | |

|  | Coraciiformes (martin pescatori e ghiandaie marine) |
|  |                                                     |
|  | Piciformes (picchi e tucani)                        |
|  |                                                     |

|                    | Bucerotiformes (buceri e upupa)                                                                                      |
|                    | |
| Picodynastornithes | \| \| Coraciiformes (martin pescatori e ghiandaie marine) \| \| \| \| \| \| Piciformes (picchi e tucani) \| \| \| \| |
|                    | \| \| Coraciiformes (martin pescatori e ghiandaie marine) \| \| \| \| \| \| Piciformes (picchi e tucani) \| \| \| \| |
|                    | Coraciiformes (martin pescatori e ghiandaie marine)                                                                  |
|                    | |
|                    | Piciformes (picchi e tucani)                                                                                         |
|                    | |

|  | Coraciiformes (martin pescatori e ghiandaie marine) |
|  |                                                     |
|  | Piciformes (picchi e tucani)                        |
|  |                                                     |

|                    | Bucerotiformes (buceri e upupa)                                                                                      |
|                    | |
| Picodynastornithes | \| \| Coraciiformes (martin pescatori e ghiandaie marine) \| \| \| \| \| \| Piciformes (picchi e tucani) \| \| \| \| |
|                    | \| \| Coraciiformes (martin pescatori e ghiandaie marine) \| \| \| \| \| \| Piciformes (picchi e tucani) \| \| \| \| |
|                    | Coraciiformes (martin pescatori e ghiandaie marine)                                                                  |
|                    | |
|                    | Piciformes (picchi e tucani)                                                                                         |
|                    | |

|  | Coraciiformes (martin pescatori e ghiandaie marine) |
|  |                                                     |
|  | Piciformes (picchi e tucani)                        |
|  |                                                     |

|                    | Bucerotiformes (buceri e upupa)                                                                                      |
|                    | |
| Picodynastornithes | \| \| Coraciiformes (martin pescatori e ghiandaie marine) \| \| \| \| \| \| Piciformes (picchi e tucani) \| \| \| \| |
|                    | \| \| Coraciiformes (martin pescatori e ghiandaie marine) \| \| \| \| \| \| Piciformes (picchi e tucani) \| \| \| \| |
|                    | Coraciiformes (martin pescatori e ghiandaie marine)                                                                  |
|                    | |
|                    | Piciformes (picchi e tucani)                                                                                         |
|                    | |

|  | Coraciiformes (martin pescatori e ghiandaie marine) |
|  |                                                     |
|  | Piciformes (picchi e tucani)                        |
|  |                                                     |

|                    | Bucerotiformes (buceri e upupa)                                                                                      |
|                    | |
| Picodynastornithes | \| \| Coraciiformes (martin pescatori e ghiandaie marine) \| \| \| \| \| \| Piciformes (picchi e tucani) \| \| \| \| |
|                    | \| \| Coraciiformes (martin pescatori e ghiandaie marine) \| \| \| \| \| \| Piciformes (picchi e tucani) \| \| \| \| |
|                    | Coraciiformes (martin pescatori e ghiandaie marine)                                                                  |
|                    | |
|                    | Piciformes (picchi e tucani)                                                                                         |
|                    | |

|  | Coraciiformes (martin pescatori e ghiandaie marine) |
|  |                                                     |
|  | Piciformes (picchi e tucani)                        |
|  |                                                     |

|                    | Bucerotiformes (buceri e upupa)                                                                                      |
|                    | |
| Picodynastornithes | \| \| Coraciiformes (martin pescatori e ghiandaie marine) \| \| \| \| \| \| Piciformes (picchi e tucani) \| \| \| \| |
|                    | \| \| Coraciiformes (martin pescatori e ghiandaie marine) \| \| \| \| \| \| Piciformes (picchi e tucani) \| \| \| \| |
|                    | Coraciiformes (martin pescatori e ghiandaie marine)                                                                  |
|                    | |
|                    | Piciformes (picchi e tucani)                                                                                         |
|                    | |

|  | Coraciiformes (martin pescatori e ghiandaie marine) |
|  |                                                     |
|  | Piciformes (picchi e tucani)                        |
|  |                                                     |

Cladogramma di Picodynastornithes basato sugli studi di Jarvis, E.D. et al. (2014) con alcuni clade provenienti dagli studi di Yury, T. et al. (2013).